# 波普拉格羅夫鎮區 (伊利諾伊州布恩縣)
波普拉格羅夫鎮區（英語：Poplar Grove Township）是位於美國伊利諾伊州布恩縣的一個行政鎮區。

## 地方資料
根據2010年美國人口普查的數據，波普拉格羅夫鎮區的面積為61.70平方千米，當中陸地面積為61.60平方千米，而水域面積為0.10平方千米。當地共有人口5099人，而人口密度為每平方千米82.64人。